# Hiroshi Yamashiro
Yamashiro Hiroshi (山城宏?) (12 de agosto de 1958, Yamaguchi, Japón) es un jugador de go profesional.

## Biografía
Yamashiro se profesionalizó en 1972. Se unió a la rama de Nagoya de la Nihon Ki-In. Ha desafiado a los poseedores de muchos de los grandes títulos japoneses pero no ha ganado ningono de ellos. Se hizo 9 dan en 1985 después de haber ganado el Okan.

## Campeonatos y subcampeonatos
| Título   | Años ganado                                                  |
| -------- | ------------------------------------------------------------ |
| Actuales | 15                                                           |
| Okan     | 1977, 1981, 1982, 1984 - 1987, 1992 - 1996, 2000, 2001, 2005 |

| Título    | Años perdido                             |
| --------- | ---------------------------------------- |
| Actuales  | 14                                       |
| Kisei     | 1992                                     |
| Honinbo   | 1986, 1987, 1993                         |
| Tengen    | 1992                                     |
| Oza       | 1984                                     |
| Okan      | 1978, 1983, 1988, 1997, 1998, 2002, 2004 |
| Shinjin-O | 1979                                     |